# 放映権
放映権（ほうえいけん）とは、主にテレビ局でのテレビ放送において、他社から借り受けたり配給されたニュース素材・放送番組や、スポーツ・イベントを独占的に放映できる権利のことを指す。ラジオ放送の場合は、放送権、ネット配信の場合は配信権、とそれぞれ言う場合が多い。

## 概要
配給元・主催者によって大きく事情は異なるため、それぞれ分類して述べる。

### 報道
自社の報道拠点を置いていない地域や海外で事件・事故などが起きた場合、自社のみの取材・報道では限界があるため、多くの放送局では系列局や海外の放送局、新聞社・通信社などの他の報道機関、天気予報や商品売り上げランキング等の民間の情報提供事業者とニュース素材の配給・相互提供協定などを結んでいる。この際、宗教上の問題・国際問題に発展する恐れがある・配給契約上の問題等の理由で、本来の素材供給対象地域外で使用すべきではない素材の使用を止めたり、権利の侵害を防止するため、国内のみでの使用・系列外には供給しないなど一定の制約が課せられる。

### 放送番組
Who Wants Be a Millionaire（日本名はクイズ$ミリオネア）・料理の鉄人等のように番組のフォーマット権（番組構成・アイデア・ノウハウなど）を購入・販売していたり、全国ネット・複数局ネット等で薄く広くスポンサー料を得ている、欽ちゃんの仮装大賞・痛快なりゆき番組 風雲!たけし城等のように海外への番組販売で収益を得ている、放送終了後に有料配信やDVD-Videoの販売を行って収益を得ている、系列局の価値を高めるために系列外への番組供給を禁止している場合（通常、系列局がない地域の番組販売は例外で認められる）がある。これに伴い、番組制作元や出演者等の権利を侵害してしまうため、配給に一定の制約が課せられる。また、SASUKEのように海外版の放映国からチャンピオンを中心に本家へ参加することがある。

### スポーツ
スポーツの試合を中継する放送番組は一般にその主催者が放送局に販売することで収益を得ている。
- プロ野球・NPBの放映権→放映権 (日本プロ野球)
- メジャーリーグベースボールの放映権→メジャーリーグベースボール#テレビ放映権
- 高校野球の放映権→放映権 (高校野球)
- サッカー・Jリーグの放映権→放映権 (サッカー)
- NFL（アメリカンフットボール）の放映権→NFL#テレビ放送権
- バスケットボール(NBA、B.LEAGUEなど)の放映権→放映権 (バスケットボール)
- バレーボール(Vリーグ)の放映権→バレーボールの大会毎の放映権を有する放送局の一覧
- ゴルフ(日本国内・海外大会)の放映権→放映権 (ゴルフ)
- テニス(日本国内・国際大会)の放映権→放映権 (テニス)
- ラグビーの放映権→放映権 (ラグビー)
- 大相撲の放映権→大相撲中継
- プロレスの放映権→プロレス中継
- ボクシングの放映権→ボクシング中継
- 格闘技の放映権→放映権 (格闘技)
- F1などの放映権→放映権 (モータースポーツ)
- ツール・ド・フランスなど自転車レースの放映権→放映権 (自転車レース)
- オリンピックの放映権→ジャパンコンソーシアム

競馬・競輪・競艇・オートレースなどの公営競技は放送局にお金を払って放映してもらっており、お金の流れが放映権とは全く逆である。